# Hernando Salazar
Hernando Salazar (fl. XX secolo) è stato un calciatore cileno, di ruolo attaccante.

## Caratteristiche tecniche
Giocava come ala destra.

## Carriera

### Club
Salazar giocò, sicuramente nel 1916, per il Thunder di Coquimbo.

### Nazionale
Debuttò con la Nazionale cilena il 2 luglio 1916, nell'ambito del Campeonato Sudamericano de Football 1916, prima edizione assoluta del torneo. Giocò anche la gara dell'8 luglio contro il Brasile, segnando il gol dell'1-1 all'85º minuto.